# Florencio Caffaratti Chisalvo
Florencio Caffaratti Chisalvo (El Trébol, Santa Fe, 3 de maig de 1915 - Toluca de Lerdo, 15 de setembre de 2001) fou un futbolista argentí de la dècada de 1940.

## Trajectòria
Després de jugar a Newell's Old Boys (1936) fitxà pel Vélez Sársfield, club on començà a destacar, amb dues campanyes de somni (49 partits, 41 gols) entre 1937 i 1939. A continuació ingressà al River Plate però no reeixí i aviat deixà el club per fitxar pel CA Banfield, on tornà a destacar durant tres temporades. L'any 1943 marxà a Mèxic, país on acabà fixant la seva residència. Fou incorporat pel Club América on jugà quatre temporades a alt nivell. La temporada 1943-44 fou anomenat jugador revelació del primer torneig professional mexicà.
L'any 1949, recomanat per l'ex barcelonista Martí Ventolrà, que jugava a Mèxic, fitxà pel FC Barcelona, tot i que el jugador va haver d'acabar comprant la seva fitxa a l'Amèrica, per 10.000 pesos. El desembre de 1947 va arribar a Barcelona, signant per cinc temporades amb el Barça. A la Lliga 1947-48 només va jugar 6 partits i va fer 6 gols, mentre que a la 1948-49 en va jugar 9 amb 1 gol marcat. Va guanyar les lligues d'ambdues temporades i també es va proclamar campió de la Copa Eva Duarte i la Copa Llatina de 1949. No obstant, el 1949 decidí retornar a Mèxic tot i tenir contracte per tres anys més. Allí encara jugà amb els club Real Club España, San Sebastián i América, abans de retirar-se definitivament.
Després de la seva carrera com a jugador Caffaratti va treballar com a entrenador a Mèxic i va dirigir el Celaya FC, amb el qual guanyà la temporada 1957-58 la Segona Divisió mexicana, ascendint a Primera. També va ser entrenador del CD Veracruz i CF Atlante.

## Palmarès
- Lliga espanyola:
  - 1947-48, 1948-49
- Copa Llatina:
  - 1948-49
- Copa Eva Duarte:
  - 1948-49